# Daventry Town FC
Daventry Town FC is een voetbalclub uit Engeland, die in 1886 is opgericht en afkomstig uit Daventry. De club speelt anno 2021 bij Northern Premier Football League.

## Bekende (ex-)spelers
- Lee Hendrie

## Erelijst
- Northampton Town League Division One (1) : 1975-1976
- Northants Combination League Division One (1) : 1987-1988
- Northants Combination League Premier Division (1) : 1988-1989
- Northants Combination League Knock Out Cup (1) : 1987-1988
- United Counties League Division One (5) : 1989-1990, 1990-1991, 2000-2001, 2007-2008, 2016-2017
- United Counties League Premier Division (2) : 2009-2010, 2018-2019
- United Counties League Knock Out Cup (1) : 2018-2019
- Northamptonshire FA Junior Cup (2) : 1930-1931, 1960-1961
- Northamptonshire FA Lower Junior Cup (1) : 1990-1991
- Northamptonshire FA Hillier Cup (1) : 2013-2014
- Daventry Charity Cup (2) : 1997-1998, 1999-2000
- Buckingham Charity Cup (1) : 2017-2018
- Taygold Cup (1) : 1988-1989

## Records
- Hoogste positie bereikt : 3e in Southern League Division One Central (2010-11)
- Beste prestatie FA Cup : Eerste ronde, 2013-2014
- Beste prestatie FA Trophy : Eerste ronde, 2013-2014
- Beste prestatie FA Vase : Vijfde ronde, 2009-2010